# Хоккей на траве на летних Олимпийских играх 2020
Соревнования по хоккею на траве на летних Олимпийских играх 2020 прошли с 24 июля по 6 августа 2021 года. Были разыграны два комплекта наград среди мужчин и женщин. Соревнования прошли на арене Хоккейный стадион Ои в Oi Seaside Park. В турнире приняли участие 24 сборных (по 12 у мужчин и женщин).

### Медалисты
| Дисциплина | Золото | Серебро | Бронза |
| Мужчины    | Бельгия · Готье Боккар · Том Бун · Томас Брилс · Седрик Шарлье · Феликс Денайер · Николя де Керпел · Артур де Словер · Себастьян Докье · Джон-Джон Домен · Симон Гуньяр · Александер Хендрикс · Антуан Кина · Лоик Лепарт · Огюстен Мёрман · Виктор Венье · Венсан Ванаш · Флоран ван Обель · Артур ван Дорен | Австралия · Дэниел Бил · Джошуа Белтц · Тим Брэнд · Эндрю Чартер · Том Крейг · Мэтт Доусон · Блейк Гоуверс · Джереми Хэйуорд · Тим Ховард · Дилан Мартин · Трент Миттон · Эдди Окенден · Флинн Огилви · Лаклан Шарп · Джошуа Симмондс · Джейкоб Уэттон · Том Уикхэм · Аран Залевски                                                                             | Индия · Дилприт Сингх · Рупиндер Пал Сингх · Сурендер Кумар · Манприт Сингх · Хардик Сингх · Гурджант Сингх · Симранджит Сингх · Мандип Сингх · Харманприт Сингх · Лалит Упадхяй · Паратту Равиндран Сриджеш · Сумит · Нилаканта Шарма · Шамшер Сингх · Варун Кумар · Бирендра Лакра · Амит Рохидас · Вивек Прасад |
| Женщины    | Нидерланды · Санне Колен · Фреке Мус · Малау Фенинкс · Лаурин Лёринк · Ксан де Вард · Марлус Кетелс · Фелис Алберс · Мария Версхор · Лидевей Велтен · Кайя Ван Масаккер · Фредерик Матла · Пин Сандерс · Лаура Нюннинк · Лорен Стам · Йозине Конинг · Маргот ван Геффен · Эва Де Гуде · Стелла ван Гилс       | Аргентина · Белен Дзукки · София Токкалино · Агустина Горселани · Валентина Рапосо · Агостина Алонсо · Агустина Альбертарио · Мария Гранатто · Дельфина Мерино · Росио Санчес Мочча · Виктория Саусе · Виктория Гранатто · Эухения Тринчинетти · Микаэла Ретеги · Ноэль Баррьонуэво · Хульета Ханкунас · Валентина Коста Бьонди · Мили Форчерио · София Маккари | Великобритания · Жизель Энсли · Грейс Бэлсдон · Эми Костелло · Фиона Краклс · Сара Эванс · Мэдди Хинч · Сара Джонс · Ханна Мартин · Шона Макколлин · Лили Аусли · Холли Пирн-Уэбб · Изабель Петтер · Элли Райер · Сара Робертсон · Анна Томан · Сюзанна Таунсенд · Лора Ансуорт · Лиа Уилкинсон                    |

## Квалификация
Победители пяти континентальных первенств получили по одному месту на турнире. Япония, как принимающая страна, квалифицировалась автоматически. В связи с тем, что мужская и женская сборные Японии стали победителями чемпионата Азии, неиспользованные квоты перешли на олимпийский квалификационный турнир. Таким образом, по 7 мест у мужчин и женщин были распределены по итогу квалификационного турнира.